# Крючко, Александра Ильинична
Александра Ильинична Крючко (15 мая 1931, д. Лупта, Гаринский район, Уральская область, РСФСР, СССР — 1 августа 2015, Салават,  Республика Башкортостан, Россия) — советский, российский врач-педиатр. Заслуженный врач Башкирской АССР. Кавалер ордена «Знак Почета».

## Биография
Родилась 15 мая 1931 года в деревне Лупта Гаринского района Уральской области (ныне населенный пункт упразднен).
Окончила в 1955 году педиатрический факультет Свердловского медицинского института.

Трудовую деятельность начала в 1955 году в строящемся в 30 км от Стерлитамака новом городе Салават. Город строился одновременно с самым крупным в Европе нефтехимическим комбинатом того времени — комбинатом № 18.

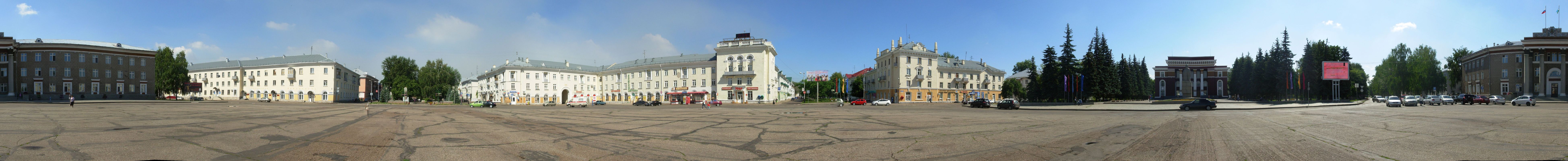
Площадь Ленина (г. Салават)

Работала участковым педиатром, а с 1968 года — заместителем главного врача по лечебной части. В середине 1950-х — середине 1960-х годов в лечебные учреждения города Салавата часто обращались жители ближайших деревень Стерлитамакского и Мелеузовского районов. Медицинские работники города, в том числе и педиатры, никогда не отказывали в помощи сельским жителям, несмотря на то, что эти поселения административно не относились к городу Салавату. Это позволило значительно сократить детскую смертность в ближайших деревнях, которая до 1954 года оставалась очень высокой.
С 1982 по 1987 годы работала главным врачом детской объединенной больницы. В 1988 году она была назначена заведующей педиатрическим отделением по поликлинике дошкольных учреждений города Салавата.
За время работы овладела профессиональным мастерством, охотно делилась опытом с молодыми коллегами. Несмотря на сложную экологическую обстановку, педиатрическая служба города ежегодно добивалась хороших результатов. С 1970 года в Салавате перестали регистрироваться заболевания детей дифтерией, полиомиелитом.
Активно занималась общественной работой. Руководила движением врачей-наставников больницы, трижды избиралась депутатом Салаватского городского Совета народных депутатов, являлась руководителем врачей-интернов. В течение нескольких лет была членом городской комиссии по делам несовершеннолетних.
За многолетний добросовестный труд присвоено звание «Заслуженный врач Башкирской АССР». Награждена орденом «Знак Почета», юбилейной медалью «За доблестный труд. В ознаменовании 100-летия со дня рождения В. И. Ленина», медалью «Ветеран труда», Почетной грамотой Президиума Верховного Совета РСФСР.
В 1988 году присвоено звание «Почетный гражданин города  Салавата».
Умерла 1 сентября 2015 года в городе Салават.

## Почётные звания
- Заслуженный врач Башкирской АССР.
- «Почетный гражданин города Салавата» (1988)

## Награды
- Орден «Знак Почета»
- Медаль «За доблестный труд. В ознаменовании 100-летия со дня рождения В. И. Ленина»
- Медаль «Ветеран труда»
- Почетная грамота Президиума Верховного Совета РСФСР.